# Lorella (település)
Lorella (korábban Haynesville) az Amerikai Egyesült Államok északnyugati részén, Oregon állam Klamath megyéjében, az East Langell Valley Road mentén és a Lost folyó közelében elhelyezkedő önkormányzat nélküli település.
1894. december 13-a óta viseli egy helyi lakos nevét. Az 1887. augusztus 3-a és 1930 márciusa között működő posta első vezetője Joseph K. Haynes volt.

## Fordítás
- Ez a szócikk részben vagy egészben  a   Lorella, Oregon című angol Wikipédia-szócikk ezen változatának fordításán alapul.  Az eredeti cikk szerkesztőit annak laptörténete sorolja fel. Ez a jelzés csupán a megfogalmazás eredetét és a szerzői jogokat jelzi, nem szolgál a cikkben szereplő információk forrásmegjelöléseként.